# Addams (cràter)
Addams és un cràter d'impacte en el planeta Venus de 87 km de diàmetre. Porta el nom de Jane Addams (1860-1935), sociòloga estatunidenca, i el seu nom va ser aprovat per la Unió Astronòmica Internacional el 1994.